# Gramada
Gramada (búlgaro:Грамада) é uma cidade da Bulgária, localizada no distrito de Vidin. A sua população era de 1,647 habitantes segundo o censo de 2010.

## População
| Gramada | Gramada | Gramada | Gramada | Gramada | Gramada | Gramada | Gramada | Gramada | Gramada | Gramada | Gramada | Gramada | Gramada | Gramada | Gramada | Gramada | Gramada | Gramada | Gramada |
| --- | ------- | ------- | ------- | ------- | ------- | ------- | ------- | ------- | ------- | ------- | ------- | ------- | ------- | ------- | ------- | ------- | ------- | ------- | ------- |
| Ano | 1887    | 1910    | 1934    | 1946    | 1956    | 1965    | 1975    | 1985    | 1992    | 2001    | 2002    | 2003    | 2004    | 2005    | 2006    | 2007    | 2008    | 2009    | 2010    |
| População |         |         |         | …       | …       | 4,178   | 3,513   | 3,004   | 2,633   | 2,111   | 2,029   | 1,979   | 1,927   | 1,894   | 1,845   | 1,778   | 1,724   | 1,660   | 1,647   |
| Fontes: Instituto Nacional de Estatísticas, „citypopulation.de“, „pop-stat.mashke.org“, Bulgarian Academy of Sciences |         |         |         |         |         |         |         |         |         |         |         |         |         |         |         |         |         |         |         |